# Synagoga Jakuba Oszkowskiego i Michała Wrżonskiego w Łodzi
Synagoga Jakuba Oszkowskiego i Michała Wrżonskiego w Łodzi – prywatny dom modlitwy znajdujący się w Łodzi, przy ulicy Brzezińskiej 26.
Synagoga została zbudowana w 1899 roku z inicjatywy Jakuba Oszkowskiego i Michała Wrżonskiego. Mogła ona pomieścić 30 osób. Podczas II wojny światowej hitlerowcy zdewastowali synagogę.